# Transcrição (música)
Este artigo é sobre música. Para outros usos, ver a página de desambigução Transcrição
Em música, transcrição é o ato de notar uma peça ou um som que era anteriormente não-notado. Compositores notáveis como Paul McCartney não leem ou escrevem música e portanto dependem de um músico com tais habilidades para registrar suas ideias musicais em forma impressa. O termo 'transcrição' também veio a se referir ao ato de arranjar música que originalmente era escrita para um instrumento ou grupo de instrumentos de forma que possa ser executada por outro instrumento ou grupo de instrumentos. O último significado é quase sinônimo de arranjo.

## Notação
Exemplos do primeiro tipo de transcrição inclui a notação etnomusicológica de tradições orais de música folclórica, como as coleções de música folclórica nacional da Hungria e Inglaterra feitas por Béla Bartók e Ralph Vaughan Williams, respectivamente.
O compositor francês Olivier Messiaen transcreveu o canto de aves na natureza e incorporou em muitas de suas composições, principalmente no  Catalogue d'oiseaux para piano solo.

## Arranjo
Nas transcrições, às vezes ironicamente, a característica da música de que duas notas podem ser tanto "iguais" quanto "diferentes", porque um nota particular, quando tocada em instrumentos diferentes, é tanto reconhecível na mesma altura e ainda assim diferentes em timbre. Assim, é possível transcrever uma peça escrita para um instrumento para outro de forma que a música seja idêntica nota a nota, e assim soar "igual", e ter uma outra sonoridade, soando "diferente".
Por causa disso, alguns compositores rendem homenagens a outros compositores criando versões "idênticas" de outras obras, às vezes acrescentando a sua própria criatividade através de novos sons que emergem por causa da diferença na instrumentação. Um dos exemplos mais conhecidos é o arranjo de Ravel para orquestra da peça para piano de Mussorgsky, Quadros de uma Exposição. Webern usou sua transcrição para orquestra de um ricercare de seis partes da Oferenda Musical de Bach para analisar a estrutura da peça, usando instrumentos diferentes para tocar motivos distintos  dos temas e molodias de Bach.
Em transcrições desta forma, a nova peça pode simultaneamente imitar os sons originais ao mesmo tempo em que o recompõe os sons com a habilidade técnica de um mestre compositor, de tal forma que pareça que a peça foi originalmente escrita para o novo meio. Mas algumas transcrições e arranjos foram feitas por razões puramente contextuais ou pragmáticas. Por exemplo, nos tempos de Mozart, as aberturas e canções das suas populares óperas eram transcritas para pequenos conjuntos de instrumentos de sopro simplesmente porque tais conjuntos eram usados frequentemente para proporcionar divertimento em lugares públicos naquele tempo. O próprio Mozart fez isso na sua ópera Don Giovanni, transcrevendo diversas canções de outras óperas, inclusive uma de Le Nozze di Figaro, também de sua autoria. Um exemplo mais moderno é a transcrição do próprio Stravinsky para piano a quatro mãos de A Sagração da Primavera, a fim de ser usado nos ensaios do balé. Atualmente, músicos que tocam em cafés ou restaurantes às vezes tocam transcrições ou arranjos de peças escritas para conjuntos maiores de instrumentos.
Outros exemplos desse tipo de transcrição incluem os arranjos de Bach do concerto para quatro violinos, cravo e orquestra de Vivaldi; o arranjo de Mozart de algumas fugas de Bach do Cravo Bem Temperado para trio de cordas;o arranjo de Beethoven da sua Grosse Fuge, escrita originalmente para quarteto de cordas, para dueto ao piano e seu arranjo do seu concerto para violino para concerto para piano; os arranjo par piano de Franz Liszt das obras de muitos compositores, inclusive suas fidedignas transcrições para piano das sinfonias de Beethoven; o arranjo de Tchaikovsky de quatro peças para piano de Mozart em uma suite orquestral chamada "Mozartiana"; a re-orquestração de Mahler das sinfonias de Beethoven; e o arranjo para orquestra de Schoenberg do quinteto para piano de Brahms e o prelúdio e fuga para órgão "St. Anne" para órgão.
Desde que o piano se tornou um instrumento popular, desenvolveu-se uma grande literatura de transcrições e arranjos para piano de música orquestral ou de câmara, às vezes chamadas "reduções para piano", porque a multiplicidade das partes orquestrais — em uma peça orquestral pode haver até duas dúzias de partes instrumentais sendo executadas simultaneamente — tem de ser reduzida para o que um único pianista (ou ocasionalmente dois pianistas, em um dois pianos, como nos diferentes arranjos de A Rhapsody in Blue de George Gershwin) consegue executar.

## Transcrição automática
Várias tentativas têm sido feitas para automatizar a transcrição musical, a maioria das quais se qualificando como a tese de mestrado ou doutorado de alguém. No entanto, uma coleção de ferramentas criadas por essa linha de pesquisa poderia ser de grande valia aos músicos. Em geral, gravações musicais são 'sampleadas' a uma frequência de gravação. Formatos comuns de gravação para armazenar som cru em computadores são '. wav' (Windows) e '.snd' (Unix). Cada um desses formatos representam o som digitalmente. Frequências de 44100 Hz são comuns (isso é equivalente à qualidade de CD). 
Para transcrever música automaticamente, vários problemas precisam ser resolvidos:
1. Notas precisam ser reconhecidas - isso é feito tipicamente alternando-se entre os domínios de tempo e frequência. Isso pode ser feito através das transformações de Fourier. Algoritmos computadorizados que fazem isso são comuns no processamento de sinais. O algoritmo da transformada rápida de Fourier computa a frequência do sinal e é portanto muito útil para processar excertos de musicais.
2. O ritmo e o andamento precisam ser detectados - e isso é um problema difícil e multifacetado. Uma tentativa de resolvê-lo está no seguinte artigo acadêmico: Simon Dixon Citation